# Eleorchis japonica
Eleorchis es un género monotípico con una única especie de orquídea de hábito terrestre. Eleorchis japonica (A.Gray) Maek. es originaria del sudeste de Asia, desde las Islas Kuriles hasta el Japón.

## Distribución
Es una especie rara de orquídea que prefiere el clima frío, es de hábito terrestre y se encuentra en Japón.

## Taxonomía
Eleorchis japonica fue descrita por (A.Gray) Maek. y publicado en Journal of Japanese Botany 11(5): 299. 1935.
Sinónimos
- Arethusa japonica A.Gray, Mem. Amer. Acad. Arts, n.s., 6: 409 (1859).
- Bletilla japonica (A.Gray) Schltr., Repert. Spec. Nov. Regni Veg. 10: 255 (1911).
- Eleorchis conformis Maek., J. Jap. Bot. 11: 299 (1935).[2]